# 20000 Varuna
Varuna (designazione definitiva 20000 Varuna, designazione provvisoria 2000 WR106) è un oggetto transnettuniano. Scoperto nel 2000, presenta un'orbita caratterizzata da un semiasse maggiore pari a 42,8087710 au e da un'eccentricità di 0,0577899, inclinata di 17,18605° rispetto all'eclittica.
Ha un diametro stimato pari a circa 654 km, valore ottenuto mediante una combinazione di misure termiche e ottiche.

## Scoperta
Varuna fu scoperto il 28 novembre 2000 alle ore 9:51:38 UT da Robert S. McMillan nell'ambito del progetto Spacewatch. Fu individuato mentre transitava nella costellazione del Cancro, dall'Osservatorio Steward a Kitt Peak (Arizona, USA) grazie al telescopio di 0,9 metri del progetto Spacewatch. 
La scoperta fu annunciata ufficialmente il 1º dicembre 2000 con la circolare del MPC 2000-X02 delle ore 16:45 UT. 
Varuna fu battezzato così in onore di Varuṇa, divinità induista del mare e delle acque, su suggerimento di Mrinalini Sarabhai.

## Orbita
L'orbita, dopo accurate osservazioni compiute da McMillan e da altri astronomi, è stata calcolata con buona approssimazione, ricostruendone le posizioni passate. Il 30 dicembre 2000 Varuna è stato così rintracciato in alcune immagini fotografiche risalenti a prima della sua scoperta, da Reiner Michael Stoss e André Knöfel del DSS Asteroid Precovery Survey nell'archivio fotografico del Telescopio Samuel Oschin di 1,2 metri dell'Osservatorio di Monte Palomar.
Le prime immagini in archivio, risalenti al 1997, 1996 e 1990, hanno permesso un perfezionamento nel calcolo dell'orbita, consentendo un'identificazione su fotografie risalenti al 1953.

## Caratteristiche
Si conosce poco delle caratteristiche fisiche del pianetino. Ha un periodo di rotazione pari a circa 3,17 ore (o 6,34 ore, a seconda che la sua curva di luce sia singola o con due picchi) e una densità pari a circa 1 g/cm³ (come quella dell'acqua): questo significa che Varuna potrebbe non essere un corpo completamente solido. La sua superficie è più scura di quella di Plutone indicando quindi che è in gran parte priva di ghiaccio.